# Eupatoriastrum
Eupatoriastrum es un género de plantas perteneciente a la familia Asteraceae. Comprende 8 especies descritas y de estas, solo 5 aceptadas.  Es originario de México.

## Descripción
Las plantas de este género solo tienen disco (sin rayos florales) y los pétalos son de color blanco, ligeramente amarillento blanco, rosa o morado (nunca de un completo color amarillo).
Son hierbas perennes, robustas pero débiles, 1–2 m de alto; tallos teretes, huecos, estriados, glabros. Hojas opuestas, ampliamente ovadas a casi orbiculares, 15–25 cm de largo y 8–20 cm de ancho, márgenes irregularmente serrulados, delgadas, palmatinervias, los 3–5 nervios surgen desde la base, no lobadas a 3-lobadas, los lobos débilmente 2–3-lobados, ambas caras escasamente pubescentes; pecíolos 1.5–3.5 cm de largo. Capitulescencias de panículas laxas, corimbosas, pedúnculos desnudos, hasta 60 cm de largo, los pedicelos 1–2 cm de largo, densamente puberulentos; capítulos discoides; involucros hemisféricos, 5–6 mm de largo y 10–12 mm de ancho; filarias en 3–4 series, imbricadas, lanceoladas, 3–6 mm de largo, puberulentas; receptáculos convexos, paleáceos; flósculos numerosos (90–300), perfectos, las corolas tubulares, 4–5 mm de largo, glabras, apenas menudamente glandulares, lilas, cortamente 5-lobadas. Aquenios prismáticos, ca 2.5 mm de largo, híspidos, 4–5-acostillados, el carpopodio distinto; vilano de 30–40 cerdas delicadas, ciliadas, rápidamente caedizas, 3–4 mm de largo.

## Taxonomía
El género fue descrito por Jesse More Greenman y publicado en Proc. Amer. Acad. Arts 39(5): 93. 1904. La especie tipo es: Eupatoriastrum nelsonii Greenm. 

## Especies aceptadas
A continuación se brinda un listado de las especies del género Eupatoriastrum aceptadas hasta junio de 2012, ordenadas alfabéticamente. Para cada una se indica el nombre binomial seguido del autor, abreviado según las convenciones y usos.
- Eupatoriastrum angulifolium (B.L.Rob.) R.M.King & H.Rob.
- Eupatoriastrum chlorostylum B.L.Turner
- Eupatoriastrum corvii (McVaugh) B.L.Turner
- Eupatoriastrum nelsonii Greenm.
- Eupatoriastrum triangulare (DC.) B.L.Rob.